# Isländisch-polnische Beziehungen
Isländisch-polnische Beziehungen sind die außenpolitischen Beziehungen zwischen Island und Polen.

## Geschichte
Um 1612 bereiste Daniel Vetter, der zuvor in Polen-Litauen gelebt hatte, Island und veröffentlichte 1638 seinen Reisebericht Islandia, Albo Krótkie opisanie Wyspy Islandiy auf Polnisch in Leszno. Im 19. Jahrhundert bereiste Edmund Chojecki Island und veröffentlichte seinen Reisebericht 1857 auf Französisch. Polen und Island nahmen 1924 Beziehungen auf und unterzeichneten ein Handelsabkommen. Bereits im Juli 1945 erkannte Island die kommunistische Regierung in Warschau an. Diplomatische Beziehungen zwischen der Volksrepublik Polen und Island wurden im Januar 1946 aufgenommen. 1956 eröffnete Polen ein Generalkonsulat in Reykjavík, das bis 1981 funktionierte und 2008 wieder eröffnet wurde. 2013 wurde es in eine Botschaft umgewandelt. Island eröffnete 2022 eine Botschaft in Warschau.

## Polnische Migration nach Island
In den 1960er Jahren waren isländische Werftarbeiter in Polen tätig. Die in diesem Zusammenhang entstandenen isländisch-polnischen Kontakte führten auch zu zunächst vereinzelter Migration von Polen nach Island, vor allem polnischer Frauen, die ihre isländischen Partner in Polen kennengelernt hatten. Als Resultat dieser Kontakte wurden die ersten Anstrengungen, polnische Arbeiter für Island anzuwerben, in den 1980ern unternommen. Damals erreichten erst kleine Gruppen Island, so etwa zehn Personen im Jahr 1986 auf den Vestmannaeyjar und 1988 drei in Stykkishólmur. Erst ab 1989, als den polnischen Bürgern mit dem Systemwechsel in Polen unbeschränkte Reisefreiheit gewährt wurde, fanden polnische Migranten ihren Weg nach Island in größerer Zahl. Inzwischen stellen die Polen jedoch die größte nationale Minderheit in Island dar. Zur polnischen Minderheit in Island bekennen sich ca. 20.000 Personen über das ganze Land verteilt, zur isländischen Minderheit in Polen mehrere hundert.